# Bachtelsee
Der Bachtelsee ist ein Stausee der Wertach. Er liegt etwas südlich von Kaufbeuren bei Biessenhofen. Die Staumauer liegt bei Flusskilometer 77,7.

## Geschichte
Der Stausee wurde 1960 bis 1962 errichtet und ist im Besitz der VWEW. Zur Stromerzeugung dienen zwei Voith-Kaplan-Turbinen mit einer elektrischen Leistung von je 920 kW. Das Stauwehr besteht aus zwei Rollenschützen mit aufgesetzten Klappen und hat eine Breite von 10 Meter. Die Stauhöhe des Sees beträgt konstant ca. 6,4 m.
Der zunächst namenlose See wurde erst am 17. Juli 1967 im Kreistag nach einem am östlichen Seeufer mündenden Bach benannt. Der Vorschlag stammte vom Altdorfer Bürgermeister Bernhard Diller.

## Bedeutung
Der See liegt im Landschaftsschutzgebiet Bachtel- und Bärensee und ist neben dem benachbarten Bärensee ein Kaufbeurer Naherholungsgebiet. Er wird aktiv befischt und gilt als wichtiges Rückzugsgebiet für eine Vielzahl einheimischer Wasservögel. Auch Biber haben sich in den letzten Jahren entlang der Wertach ausgebreitet und am See angesiedelt. Aufgrund der nach wie vor schlechten Wasserqualität der Wertach insbesondere aufgrund der Überdüngung durch die anliegende Landwirtschaft ist der See eutroph und als Badegewässer nur eingeschränkt geeignet.
Es existiert ein Wanderweg um den Bachtelsee herum.